# Rogla
Rogla este o localitate din comuna Zreče, Slovenia.